# 太郎代
太郎代（たろうだい）は、新潟県新潟市北区の北東部に位置する大字。同区内の地区割りでは北地区南浜地域に属する。郵便番号は950-3101。

## 概要
かつての北蒲原郡太郎代浜村。江戸期から1889年（明治22年）までの村名で、村名はかつてこの地を治めた斎藤太郎太夫にちなむ。太郎太夫とも称した。明治の大合併で周辺の村と合併して同郡南浜村となり、更に昭和の大合併で新潟市に編入し、太郎代と名称を改めた。
太郎代の集落は市域の最も北東部に位置し、新潟港東港区（新潟東港）の西側に面している。砂丘地にあって土地の高低差があり、坂道が多いのが特徴である。元々は小さな漁村であったが、新潟東港の開発によって工業地域として発展する一方、集落の集団移転問題など様々な問題を抱えていた。
太郎代には2005年（平成17年）10月31日現在で236世帯、836人が居住している。
集落の周囲は港湾施設や工場、コンビナートなどが林立し、旧南浜村の中心地である島見町との間には「新潟市東港工業団地」が造成され、金属・石油化学・食品など多岐にわたる業種の企業が出先や拠点を置いている。

### 隣接する町字
北から東回り順に、以下の町字と隣接する。
- 横土居
- 白勢町
- 島見町

※新潟東港を挟んで聖籠町東港と隣接。

## 歴史

### 集落移転問題
1962年に始まった新潟東港整備事業の一環で、太郎代地区に埠頭や工業団地を造成する計画が立てられ、これに伴い集落を集団移転させる計画が浮上した。このうち新渡の集落は1968年に太夫浜地内に新たに造成された宅地へ集団移転し、移転先の地名は「新富町」となった。
残る太郎代の集落についても集団移転する方向で県と地元住民が話し合いを続けてきた。既に工業地化が進み、住環境が次第に低下し始めたことから住民の多くは集団移転を求めていたものの、県側が示した土地買収提示額の低さに難色を示す地主も多く、協議は遅々として進まなかった。さらに1990年代前半にバブル景気崩壊によって経済情勢が変化したこともあって、仮に集落を移転し工業地化を進めても利用の見通しが立たない状況に陥ったことから、結局2002年に県は工業地化を断念、集落の移転も凍結された。
この間、太郎代は上水道や下水道、都市ガスなど生活インフラの整備が他の地域よりも立ち遅れていた。また、一部の住民は集団移転が行われる前提で住宅の建替え・改修なども行わなかったこともあいまって、劣悪な環境下で生活し続けていた。だが、このように集団移転計画が宙に浮いたことから、これらインフラの再整備を行う必要が生じるなど、新たな問題も引き起こしている。
太郎代の上水道は1983年秋から、県と東港周辺の市町村による事務組合「新潟東港臨海水道企業団」が事業を行っていた。同企業団は東港周辺の企業向けに大口の上水道配水を行う目的で設立されたものだが、太郎代は前述の通り工業用地化を前提としていたため、同企業団の管轄区域とした上で「簡易水道」として配水する措置が取られていた。しかし同企業団は東港の開発停滞が慢性化して業績不振となり、2009年秋に全業務を明和工業へ譲渡して解散した。明和工業が業務を継承した後も、太郎代へは簡易水道としての配水業務を継続している。なお、新潟市水道局は太郎代における配水業務には携わっていない。

### 年表
- 1889年4月1日 太郎代浜村と島見浜村、神谷内新田、太夫浜村が合併し、南浜村となり、大字太郎代となる。
- 1954年11月1日 南浜村が新潟市に編入され、新潟市の大字となる。南浜地域の行政上の地区割りは松浜、濁川両地域とともに「北地区」となる。
- 2007年4月1日 新潟市が政令指定都市に移行。北地区（上述の旧市域3地域）は豊栄地区とともに「北区」の区域となる。

## 世帯数と人口
2018年（平成30年）1月31日現在の世帯数と人口は以下の通りである。
| 大字   | 世帯数  | 人口  |
| ------ | ------- | ----- |
| 太郎代 | 279世帯 | 701人 |

## 小・中学校の学区
市立小・中学校に通う場合、学区は以下の通りとなる。
| 番地 | 小学校             | 中学校             |
| ---- | ------------------ | ------------------ |
| 全域 | 新潟市立南浜小学校 | 新潟市立南浜中学校 |

## 主な企業・施設
- 太郎代観音
- 太郎代郵便局
- 東京税関新潟税関支署 東港出張所
- 新潟石油共同備蓄 新潟事業所西基地
- 新潟吉野石膏 本社・工場（吉野石膏グループ）
- 日軽新潟 本社・工場（日本軽金属グループ）
- JA全農にいがた
  - 肥料工場
  - バイオエタノール製造所
- 日本GTL技術研究組合 新潟GTL実証プラント

### 廃止された施設・建造物
- 太郎代駅（[[産業運輸東港営業所]] ）

## 交通

### 公共交通

#### 鉄道
旅客路線ではないが、2002年まで貨物専用の新潟臨海鉄道（現黒山駅分岐新潟東港専用線）が乗り入れており、貨物駅の太郎代駅が設置されていたが、福島潟放水路の開削工事の進捗に伴い、路線を分断する必要に迫られ、採算性の問題もあって廃止された。

#### 路線バス
南浜地域と新潟市中心部の間には新潟交通の路線バスが1路線2系統運行されている。どちらも北地区の中心地である松浜や空港通りを経由して中心部に向かう路線であるが、共に慢性的に乗車率が低い状態が続いている。このうち内陸側の国道113号を経由する路線（松浜線）は、かつては聖籠町の次第浜まで足を伸ばす路線もあったが、1985年、新潟県庁の移転に伴う大規模な路線網再編によって、運行区間が松浜営業所（現松浜バス停） - 太郎代間に短縮され、市内中心部へは松浜で乗り換えなければならなくなった。その後運行系統の再整理や営業所の移転などで再び中心部へ直通するようになったが、慢性的に乗車率の低い状態が続いた上、市から新潟交通に支払う運行助成金の負担軽減の必要性などから、2005年4月1日を以って全便北部営業所で打ち切りとなり、現在は太郎代への乗り入れは行っていない。一方、海側の新潟県道398号島見濁川線を経由する路線（松浜・太夫浜線）は南浜地域の集落間を結ぶルートで生活路線として維持する必要性から、市の運行助成金を同線に一本化する形で太郎代浜までの運行が維持された。この路線が新潟市中心部から太郎代へ乗り入れる唯一の路線である。なお、この松浜・太夫浜線のうち新潟医療福祉大学入口 - 太郎代浜間については2005年10月1日から代替輸送区間に転換しており、市の助成金と沿線住民の出資によって運行が維持されている。運行体制等の詳細は新潟交通のバス路線一覧#E2 空港・松浜線を参照。

#### コミュニティバス
また2007年3月20日からは、新潟市の政令市移行を前後して運行を開始するコミュニティバス「区バス」が運行されている。南浜地域は政令市移行後「北区」の区域となることから、豊栄駅から豊栄地区北部の葛塚・木崎地域を通り、南浜地域の中心地である島見町を経由して太郎代に至る路線が設定された。新潟交通はかつてこの路線とほぼ同じルートを経由する葛塚他門・豊栄駅前 - 島見町間（さらに古くは県道15号経由で水原（現阿賀野市）まで）を結ぶ路線バスを運行していたが、不採算のため1990年代に廃止。政令市移行を期にこの路線が復活する形となった（但し、冬季に全く別ルートで豊栄 - 島見町間を結ぶ臨時路線を運行したケースがある）。2006年9月に1ヶ月間実施した試験運行を経て、本格運行を開始。
2015年度は、太郎代浜 - 北区文化会館間を午前中に2往復・昼ごろに1往復・夕方を中心に2往復に加え、社会実験便として太郎代浜→豊栄駅北口の早朝ライナー1便が運行されている。但し運行は平日のみで、土曜・休日は全便運休となる。

### 道路
近くを国道113号、北側を新潟県道398号島見濁川線及び新潟県道204号島見新発田線が経由する。国道113号は以前、太郎代地区のすぐ南側を経由して新新バイパス・東港ICまで直通していたが、福島潟放水路の開削工事に伴って道路が移転し、太郎代を経由しなくなった。
このため国道113号分断後の新新バイパスの最寄インターチェンジは、豊栄ICとなっている。